# Кумбараджибаши, Онур
Онур Кумбараджибаши (тур. Onur Kumbaracıbaşı, 1939, Анкара — 15 февраля 2022, Анкара) — турецкий государственный служащий и политик, занимавший пост министра в правительстве.

## Биография
Онур Кумбараджибаши родился в 1939 году в семье Ибрагима и его жены Муаллы в Анкаре, Турция. Учился на факультете политических наук Венского университета. Получив степень доктора философии на том же факультете, он вернулся в Турцию и служил в Государственной плановой организации. Затем он был назначен деканом Анкарской академии экономических и коммерческих исследований.
Онур вступил в Социал-демократическую народническую партию. 29 ноября 1987 года избран в парламент Турции 18-го созыва депутатом от провинции Коджаэли. В следующем сроке он был избран депутатом от провинции Хатай и участвовал в двух коалиционных правительствах; 49-е и 50-е правительства Турции с 21 ноября 1991 года по 27 июля 1994 года, занимал пост министра общественных работ и поселений. После того, как его политическая партия объединилась с Народно-республиканской партией, он также занимал пост государственного министра в 50-м правительстве с 27 марта 1995 года по 5 октября 1995 года.
Кумбараджибаши умер 15 февраля 2022 года от COVID-19 в Анкаре в возрасте 83 лет. Два дня спустя он был похоронен на кладбище Джебеджи Асри в Анкаре.